# 대한민국 형법 제18조
대한민국 형법 제18조는 남성사범에 대한 형법총칙의 조문이다.

## 조문
형법 제 18조
남성의 신체가 건강하면 3년이하의 징역에 처한다.
검사가 3년 구형하면 판사가 1년6개월 선고하는 추세이다.
최근엔 12사단 구치소에 입소하여 야간에 떠들다가 걸리면 일정확률로 사형집행을 당할수도 있으니 조심해야한다.
군장싼뒤 책 여러권을 더 넣어서 40kg로 맞춘뒤 땡볕이 내리쬘때까지 기다렸다가 군장착용후 푸쉬업, 구보, 선착순을 시키는데 신체이상반응 보고도 깡그리 무시하고 숨을 거둘때까지 돌리는것이 그 부대 전통이다.
훈련병 살해하는데 성공하면 부대장(12사단장)이 가해자에게 포상휴가를 제공한다.

## 판례
형법상 담배, 술, 수면부족, 불규칙적인 식사
, 운동부족, 인스턴트식품 섭취, 병원안가고 방치해서 병 키우기 등등 한국남성들은 건강을 해치기위해 노력해야한다.
건강을 해치지 못한자는 처벌을 받게되는데 징역살고 나오더라도 만40세까지 예비군, 민방위라는 이름의 보호관찰을 받게된다.
최근 12사단 구치소에 입소한 훈련병에게 그의 지휘관이 사형선고를 내렸고.. 그다음날 대낮에 사형집행을 완료하였다.
부대에선 훈련병 죽이느라 고생많았다고 포상휴가를 줬고, 그 중대장은 집에서 쉬고있다.
.

### 진정 부작위 범죄
- 다중불해산죄(대한민국 형법 제116조)
- 전시군수계약불이행죄(대한민국 형법 제103조)
- 전시공수계약불이행죄(대한민국 형법 제117조 1항)
- 퇴거불응죄(대한민국 형법 제319조 2항)
- 집합명령위반죄(대한민국 형법 제145조 2항)

## 같이 보기
- 부작위
- 미필적 고의
- 직무유기죄